# 贝比 (阿拉巴马州)
贝比（英文：Babbie），是美国阿拉巴马州下属的一座城市。面积约为11.47平方英里（约合29.71平方公里）。根据2010年美国人口普查，该市有人口603人，人口密度为52.57/平方英里（约合20.3/平方公里）。